# عين قشرة
عين قشرة هي بلدية من إحدى بلديات ولاية سكيكدة. وتتبع دائرة عين قشرة ويبلغ عدد سكنها حوالي 26000 نسمة

## الموقع
تقع بلدية عين قشرة غرب ولاية سكيكدة تبعد عن مقر الولاية بـ 66 كلم، وعلى الحدود مع ولاية جيجل، يحدها من الشرق : بلدية بين الويدان ومن الغرب : بلدية السطارة، ومن الشمال : بلديتي بني زيد ووادي الزهور ومن الشمال الغربي بلدية الولجة بوالبلوط ومن من الجنوب : بلدية أم الطوب.

## الخصائص
تتربع على مساحة تقدر بـ 143 كم2 مشيدة مدينة عين قشرة على هضبة كبيرة محاطة بجبال من الناحية الشمالية و بسهول خصبة من الناحية الغربية و الجنوبية يغلب عليها الطابع الجبلي بنسبة 66.75% كما تتميز جبالها بشدة الانحدار وتغطيها غابات كثيفة بنسبة 59.61% يسكنها حوالي 24671 نسمة (إحصاء 2008) يقطن 60% منهم بالتجمع الحضري (عين قشرة) والباقي موزع في كل من بودوخة الصفصافة والبطحاء وبوسحابة ومداشر أخرى.

## التاريخ
كانت عبارة عن مركز تلاقي طرق رئيسية التي تربط المدن الكبيرة سكيكدة جيجل قسنطينة ميلة و بفعل قربها كذلك من الموانئ و مدن الداخل التي كانت تشكل بدورها منطقة استراحة للتجار و المسافريين لتتشكل بها سوق تجارية و الدي كان تحت وصاية العرش الحاكم له عرش بني توفوت و هذا الى غاية أواخر سنوات 1890 ليأتي الاستعمار الفرنسي و يأسس بها مقر عسكري له وبعض الهياكل التعليمية و المدنية ثم بعد الاستقلال توسعت لتصبح بلدية  .

## رؤساء البلدية
تعاقب على رئاسة البلدية حوالي 17 مندوب ورئيس، حيث عرفت البلدية عدة مسؤولين منذ التأسيس إلى يومنا هذا نذكر منهم على التوالي:
1. بوصبيعة محمد بن بوالعيد : من 1957 إلى 1962
2. جوامع الساحلي: من 1962 إلى 1963
3. العيسوب صالح: من 1963 إلى 1965
4. بوعتروس السقاوي: من 1965 إلى 1970
5. بوجنيبة محمد: من 1970 إلى 1975
6. كيحل السعيد: من 1975 إلى 1980
7. محمد بوضفة: من 1980 إلى 1985
8. هواين عبد المالك: من 1985 إلى 1989
9. البيوط بلقاسم: من 1989 إلى 1990 مندوب
10. أودينة عبد الحميد: من 1990 إلى 1991
11. كعوان أحمد: من 1991 إلى 1994 مندوب
12. البيوط بلقاسم: من 1994 إلى 1995 مندوب
13. سعيود أحمد:  من 1995 إلى 1996 مندوب
14. كيحل حسين : اوت – سبتمبر – أكتوبر 1997
15. طلحي محمد: من 23/11/1997 إلى 2002
16. بولحديد عبد العزيز: من 2002 إلى 2007
17. نغوش محمد: من 2007 إلى 2012
18. قائمة مرقمة: من 2012 إلى 2017
19. محمد جغادر: من 2017 إلى 2022 عن حركة مجتمع السلم[4]